# Le Crapaud

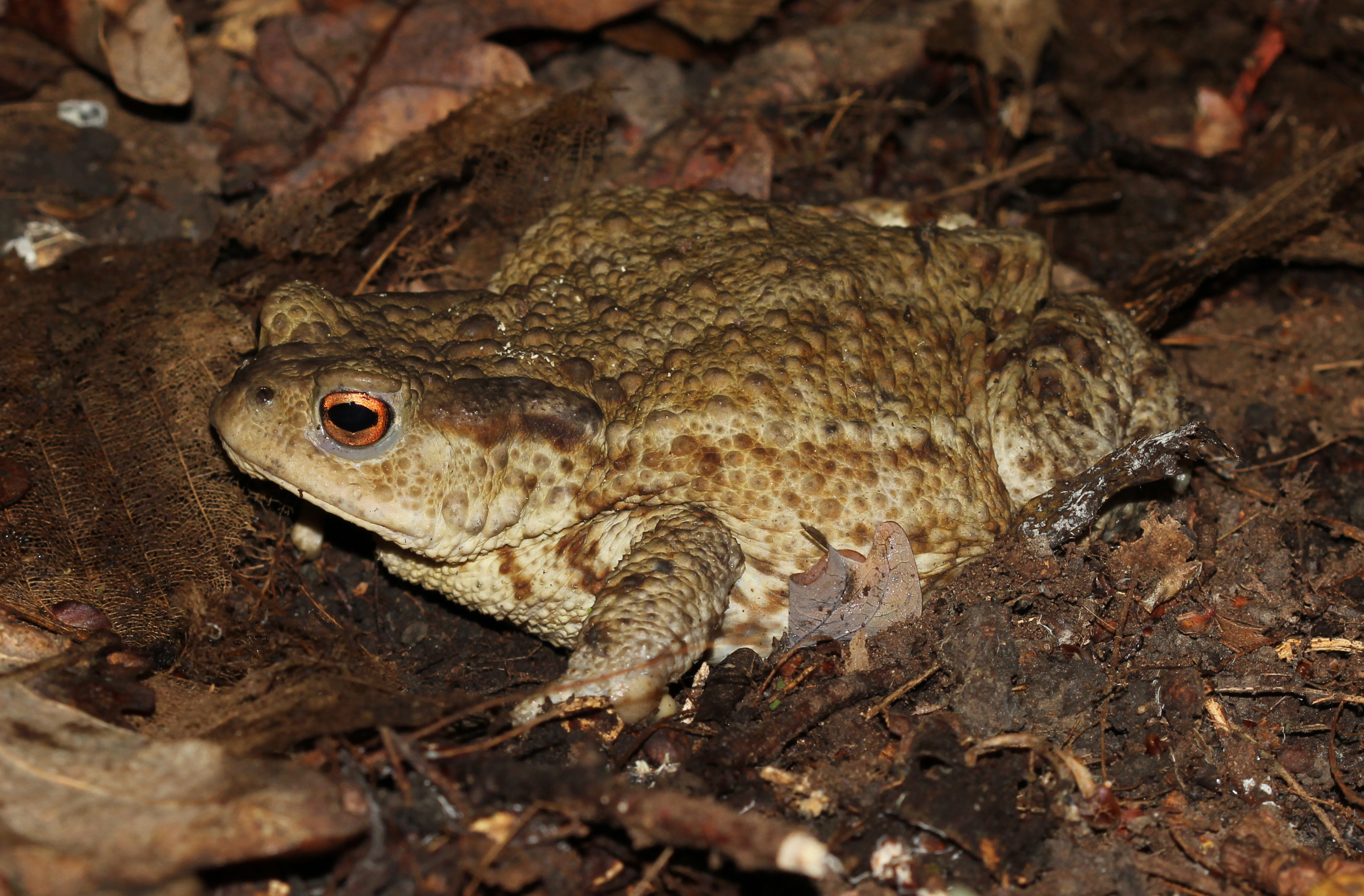
Crapaud voulant sortir du puits.

Le Crapaud (en danois : Det tudse) est un conte de Hans Christian Andersen, écrit en 1866.

## Résumé
Il raconte l'histoire d'un petit crapaud qui  veut sortir de son puits. Lorsque le crapaud quitte son puits en sautant dans le seau, il arrive à l'extérieur. Il s'émerveille de la beauté du monde et trouve son ancien puits ridicule. Après avoir exploré les alentours il en vient à la conclusion qu'il est toujours dans un « puits » qui est bien plus grand que le précédent. Il souhaite donc monter haut dans le ciel afin de sortir de son « puits ». Pour exaucer son souhait il saute dans le bec d'une cigogne qui volait par là. Il meurt broyé mais heureux car il était en route vers le haut du « puits ».